# Christopher Fairbank
Pour les articles homonymes, voir Fairbank.
Christopher Fairbank est un acteur britannique né le 4 octobre 1953 dans le Hertfordshire en Angleterre.

## Filmographie

### Cinéma
- 1979 : Agatha de Michael Apted : Luland
- 1980 : La Malédiction de la vallée des rois de Mike Newell : Porter
- 1980 : Cry Wolf : le sergent
- 1985 : Plenty de Fred Schepisi : Spencer
- 1988 : La Guerre d'Hanna : Ruven
- 1989 : Batman de Tim Burton : Nic
- 1990 : Chasseur blanc, cœur noir de Clint Eastwood : Tom Harrison
- 1990 : Hamlet de Franco Zeffirelli
- 1992 : Alien 3 de David Fincher : Murphy
- 1997 : Le Cinquième Élément de Luc Besson : Mactilburgh
- 2001 : The Bunker de Rob Green : Sergent Heydrich
- 2002 : Anazapta d'Alberto Sciamma : le steward
- 2002 : Abîmes de David Twohy : Pappy
- 2005 : Wallace et Gromit : Le Mystère du lapin-garou de Nick Park : voix additionnelles
- 2005 : Goal! de Danny Cannon : Foghorn
- 2006 : Cargo : Ralph
- 2006 : Almost Heaven : Teapot Ted
- 2006 : Souris City de David Bowers et Sam Fell : Ted, le cafard et un passant
- 2008 : MindFlesh : Verdain
- 2009 : Goal! 3: Taking on the World d'Andrew Morahan : Foghorn
- 2009 : Edward's Turmoil : le grand-père
- 2011 : Little Deaths : X
- 2011 : Pirates des Caraïbes : La Fontaine de jouvence de Rob Marshall : Ezekiel
- 2012 : Orthodox : Goldberg
- 2013 : Jack le chasseur de géants de Bryan Singer : Oncle
- 2014 : Les Gardiens de la Galaxie de James Gunn : le courtier
- 2014 : Hercule de Brett Ratner : Gryza
- 2015 : Dragonheart 3: The Sorcerer's Curse : Potter
- 2016 : The Young Lady : Boris

### Jeux vidéo
- 2002 : Prisoner of War : Colonel Roger Harding
- 2003 : I.G.I.-2: Covert Strike : Robert Quest
- 2004 : The Getaway: Black Monday : voix additionnelles
- 2006 : Rule of Rose : Gregory M. Wilson
- 2006 : Killzone: Liberation : Général Armin Metrac
- 2006 : Medieval II: Total War : voix additionnelles
- 2007 : Heavenly Sword : voix additionnelles
- 2008 : Viking: Battle for Asgard : voix additionnelles
- 2008 : Age of Conan: Hyborian Adventures : voix additionnelles
- 2008 : Fable II : voix additionnelles
- 2009 : Demon's Souls : Roi Doran vieux, Yurt le chef silencieux
- 2009 : Killzone 2 : voix additionnelles
- 2011 : The Last Story : le narrateur
- 2011 : Killzone 3 : les soldats Helghast
- 2011 : Renegade Ops : Inferno
- 2013 : Divinity: Dragon Commander : Falstaff
- 2013 : Puppeteer : Général Tigre